# Ruta 165 (Costa Rica)
La Ruta 165, oficialmente Ruta Nacional Secundaria 165, es una ruta nacional de Costa Rica ubicada en la provincia de Guanacaste.

## Descripción
En la provincia de Guanacaste, la ruta atraviesa el cantón de Bagaces (los distritos de Bagaces, La Fortuna, Mogote).